# Volkswagen Golf Mk3
Cea de a treia generație Volkswagen Golf MK3 a fost o mașină lansată în Europa în luna noiembrie 1991 (în Regatul Unit după martie 1992). În America de Nord fabricându-se din primăvara anului 1993, cu 2 ani întârziere deoarece au avut probleme la fabricarea carosieriei de tip american. Tipul de caroserie cabrio s-a fabricat până în anul 2002. Golf Mk3 nu a avut un mare succes față de Golf Mk 1 și Golf Mk 2, fabricându-se doar 4.000.500 bucăți.

## Galerie foto

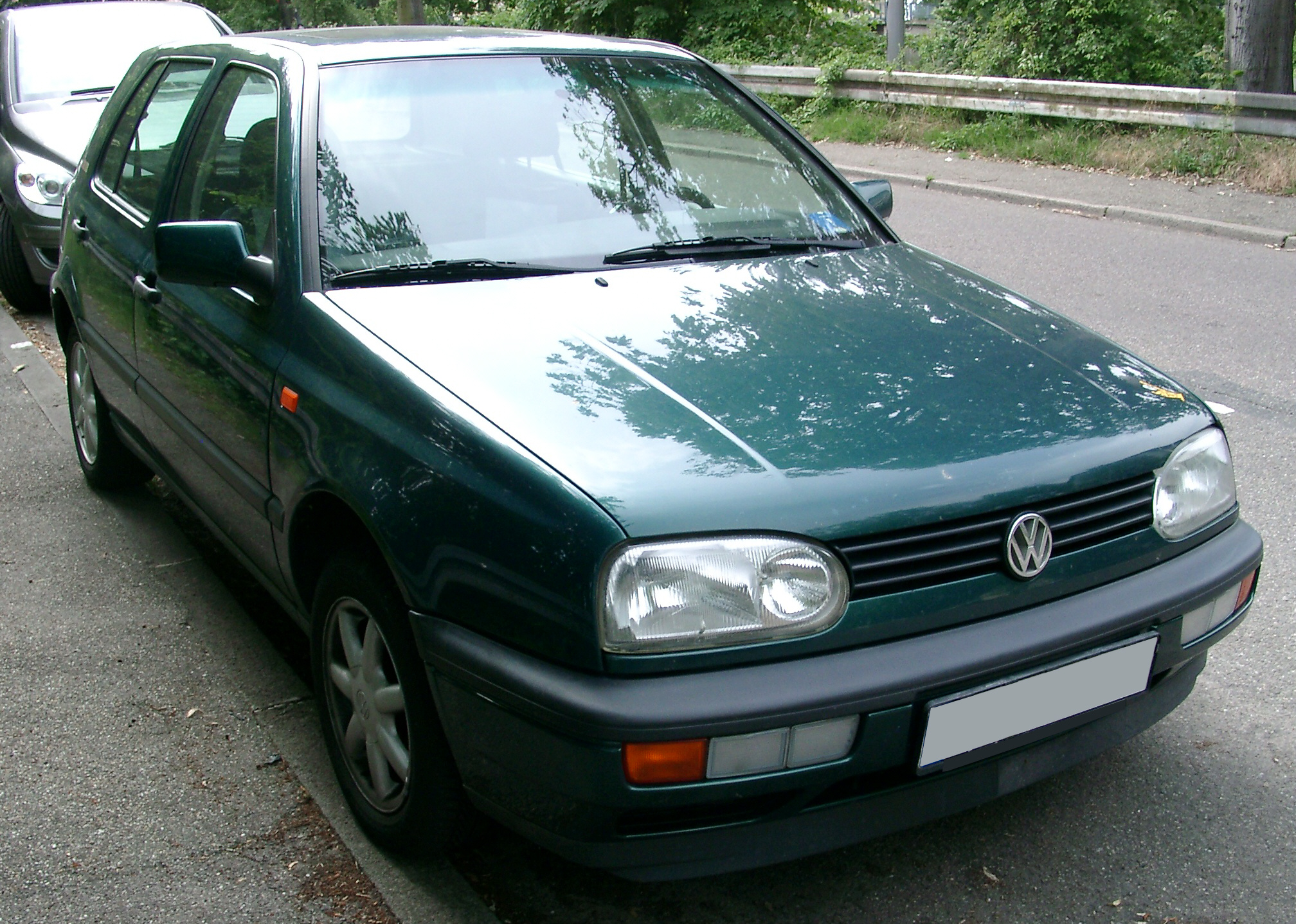
Golf
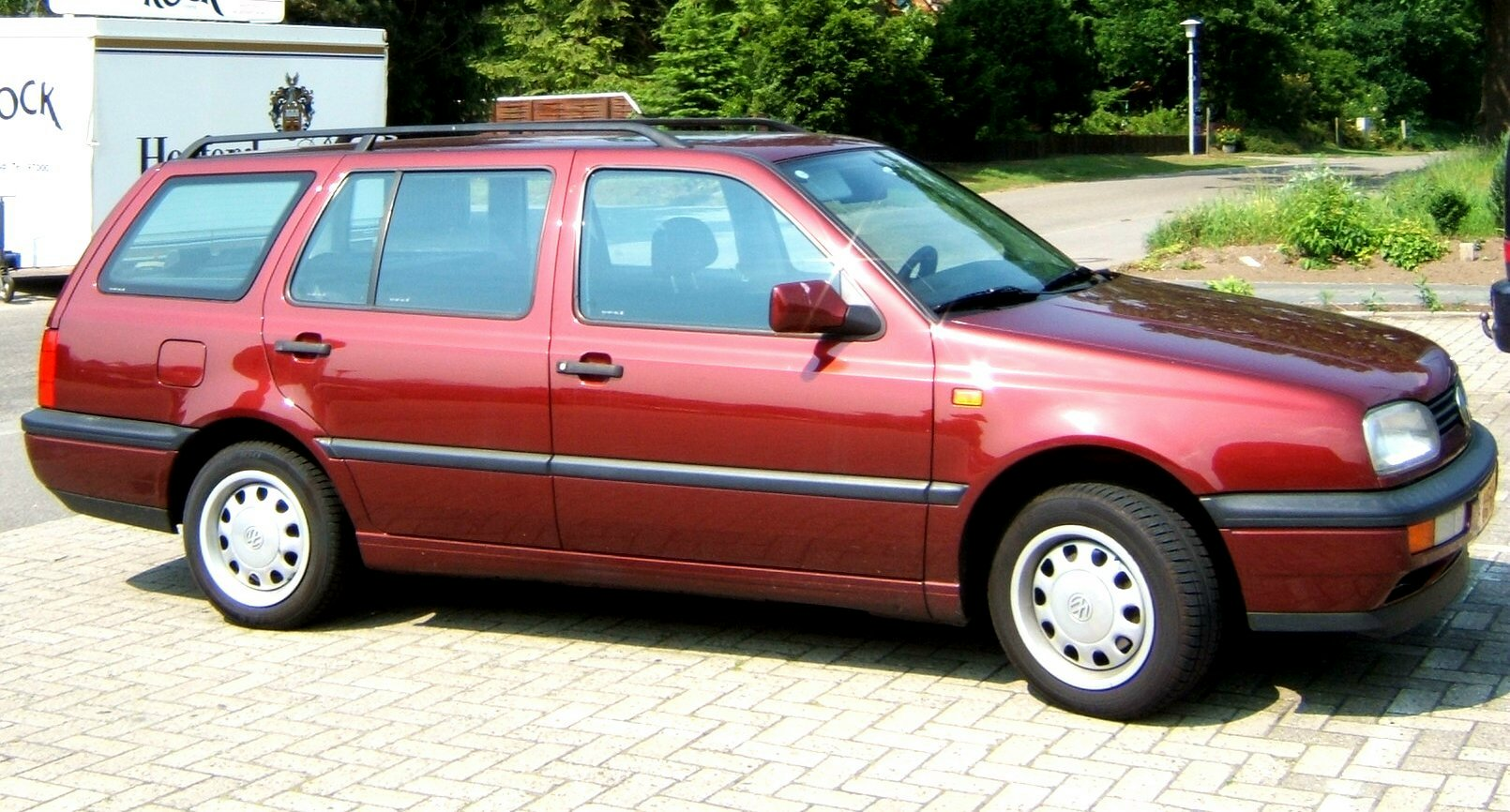
Golf Universal
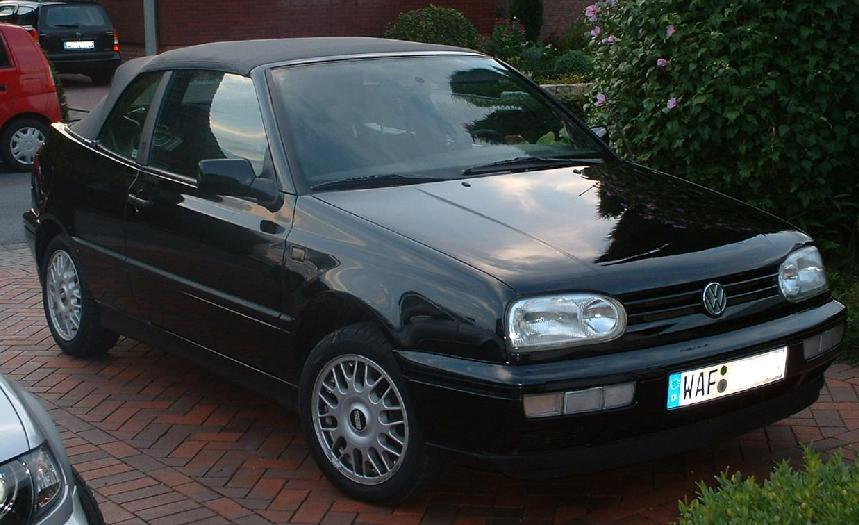
Golf Cabrio